# Milvignes
Milvignes (toponimo francese) è un comune svizzero di 9 217 abitanti del Canton Neuchâtel.

## Geografia fisica
Il comune territorio del comune di Milvignes si estende sulla sponda settentrionale del lago di Neuchâtel.

## Storia
In seguito all'esito favorevole del referendum del 27 novembre 2011, il comune di Milvignes è stato istituito il 1º gennaio 2013 con la fusione dei comuni soppressi di Auvernier, Bôle e Colombier; capoluogo comunale è Colombier.

## Società

### Evoluzione demografica
L'evoluzione demografica è riportata nella seguente tabella:
Abitanti censiti

## Infrastrutture e trasporti
Milvignes è servito dall'autostrada A5 (con l'uscita di Auvernier), dalla strada principale 5, dalle stazioni ferroviarie di Auvernier e di Colombier sulla ferrovia Losanna-Olten e di Bôle sulla ferrovia Neuchâtel-Pontarlier e dalla rete tranviaria di Neuchâtel.